# Johann Ulrich Wirth

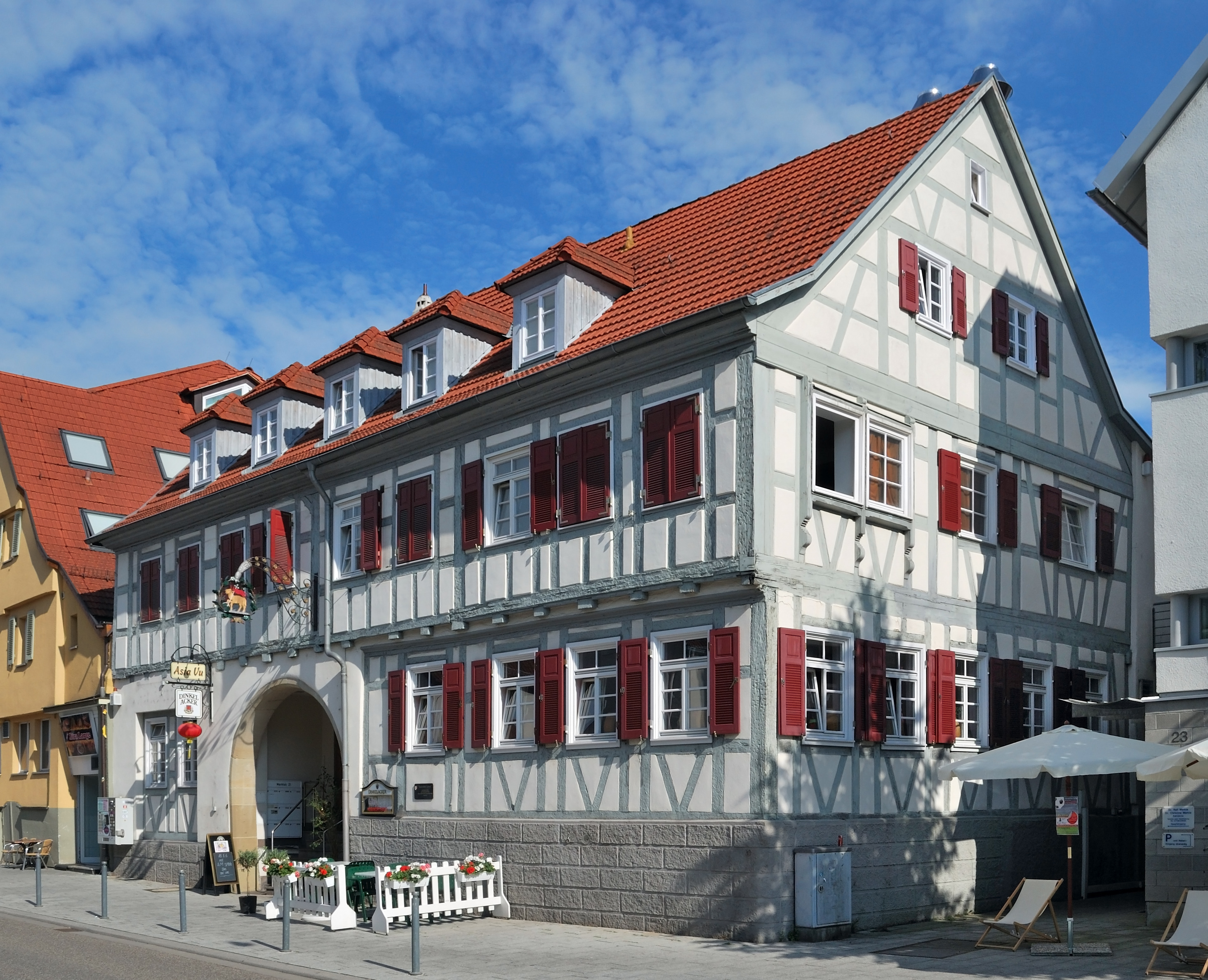
Geburtshaus Wirths in Ditzingen

Johann Ulrich Wirth (* 17. April 1810 in Ditzingen; † 20. März 1879 in Winnenden) war ein protestantischer Theologe und Philosoph. 

## Leben
Wirth war ein Sohn des gleichnamigen Metzgers und Lammwirts Johann Ulrich Wirth in Ditzingen und seiner Frau Christina Margaretha, geb. Schwaderer. Er besuchte die Lateinschule in Weinsberg und das evangelisch-theologische Seminar im Kloster Schöntal. Nach dem Studium der Philosophie und der Theologie in Tübingen wurde er Stadtpfarrer in Kleingartach, ab 1842 in Winnenden.
1841 wurde Wirth zum Dr. phil. promoviert. Ab 1852 redigierte er die Zeitschrift für Philosophie und philosophische Kritik. Wirth war dem Hegelianismus in seiner Variante des spekulativen Theismus verpflichtet, wie ihn vor allem Immanuel Hermann Fichte, Hermann Ulrici und Christian Hermann Weisse vertraten. Bekannt wurde er zusammen mit Ludwig Friedrich Otto Baumgarten-Crusius, Albert Bitzius und Franz Xaver Linsenmann als einer der wenigen Gegner der Todesstrafe seiner Zeit. 
Als Pfarrer in Winnenden gab Wirth 1850 die von David Pistorius verfasste Geschichte der Stadt Winnenden und der umliegenden Orte heraus.

## Werke
- Theorie des Somnambulismus oder des thierischen Magnetismus. Ein Versuch, die Mysterien des magnetischen Lebens, den Rapport der Somnambülen mit dem Magnetiseur, ihre Ferngesichte und Ahnungen, und ihren Verkehr mit der Geisterwelt vom Standpunkte vorurtheilsfreier Kritik aus zu erhellen und zu erklären für Gebildete überhaupt, und für Mediciner und Theologen insbesondere, 1836
- System der spekulativen Ethik, Heilbronn 1841 bis 1842, 2 Bände
- Die spekulative Idee Gottes, Stuttgart 1845
- Philosophische Studien, Stuttgart 1851